# Ageorgiou dike
L'ageorgiou dike (in greco antico: ἀγεωργίου δίκη?, agheorghíou díke) era il tipo di dike che riguardava i casi in cui un proprietario terriero accusava un contadino di aver danneggiato la sua terra trascurandola o coltivandola in modo improprio. Non è citata dagli scrittori classici, ma solo dai grammatici.